# Éperon (botanique)

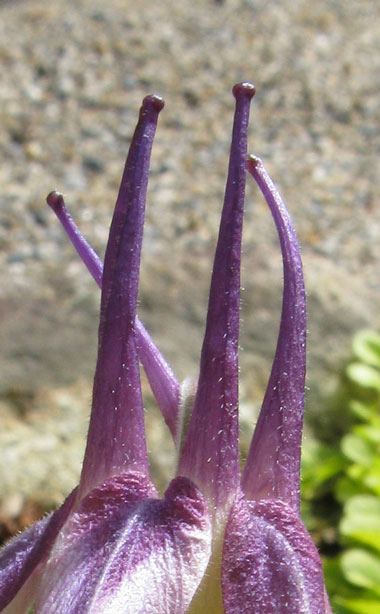
Les éperons bien en évidence d’une ancolie japonaise qui penche la tête.

Pour les articles homonymes, voir Éperon (homonymie).
En botanique, l'éperon est une extension de la corolle (pétales) ou du calice (sépales) d'une fleur en tube étroit et allongé, contenant généralement du nectar. Se dit aussi du prolongement d'un organe en deçà du point d'insertion de sa base
 (stipule muni d'un éperon).
Les ancolies, les linaires et les violettes possèdent des fleurs à éperon. Chez les orchidacées, le labelle se prolonge souvent en éperon. Ces projections en forme de cul-de-sac offrent du nectar aux suceurs, fussent-ils papillons, oiseaux-mouches ou chauves-souris.

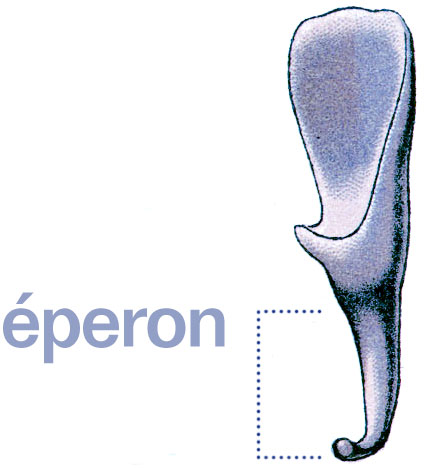
Éperon d’un pétale d’ancolie alpine (Aquilegia alpina)[2].
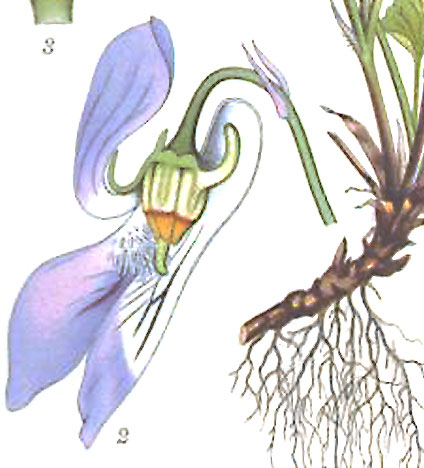
Détail agrandi de la fleur disséquée d’une violette de Rivinus où les pétales sont réunis en un éperon évasé et arrondi de couleur pâle[3].

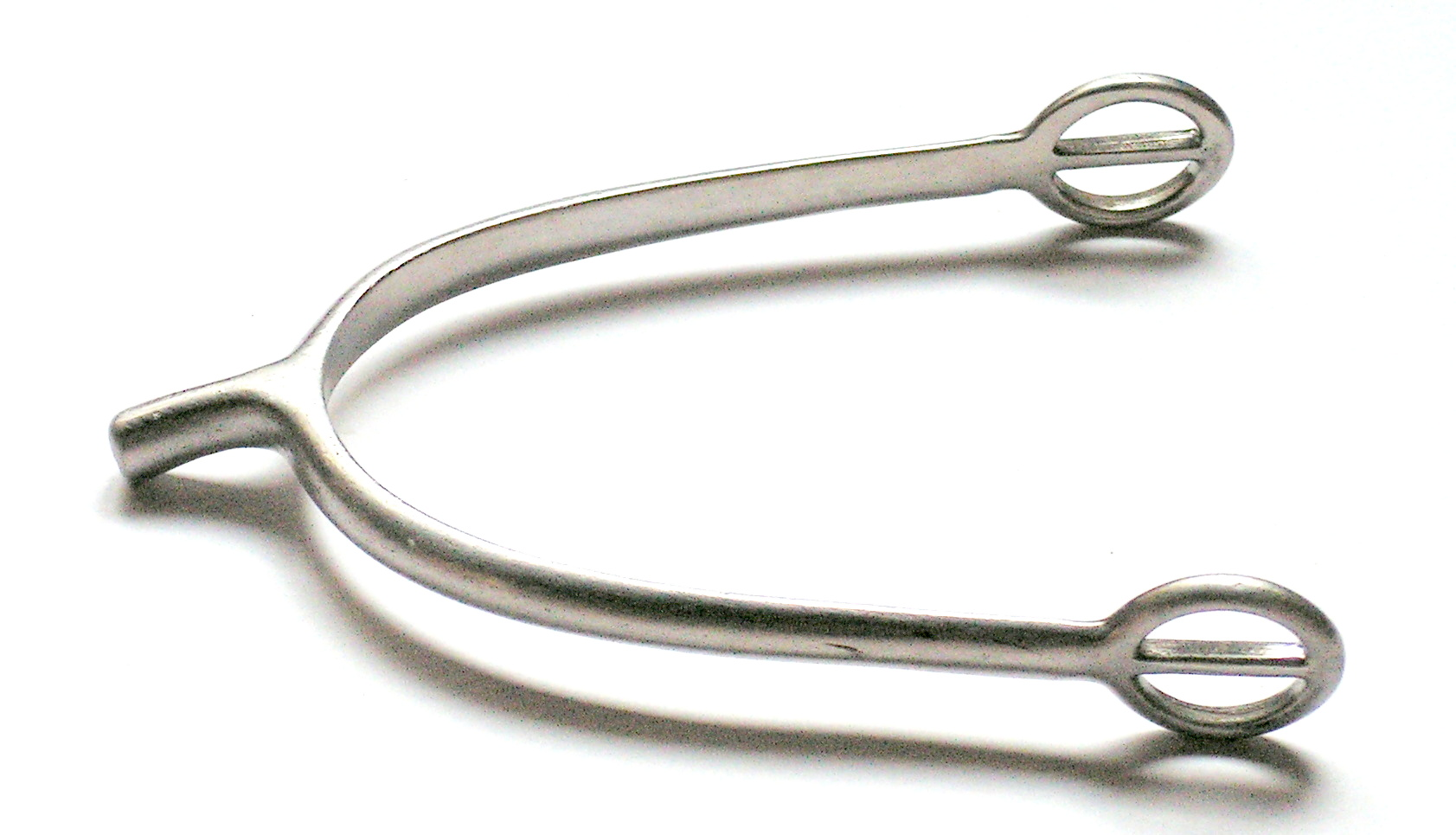
Éperon de cavalier.

Le mot éperon est utilisé par analogie avec la forme des éperons à pointe émoussée, sans pique ni molette, que les cavaliers portent à leurs bottes pour conduire leur monture. Les éperons végétaux ressemblent à la tige de ce genre d’éperons dits « Prince de Galles » qui peut selon leur modèle être plus ou moins longue et se terminer par un renflement arrondi en forme de bille.